# باشگاه فوتبال سلسی
باشگاه فوتبال سلسی (به انگلیسی: Selsey Football Club) یک باشگاه فوتبال در شهر سلسی، کشور انگلستان است که در سال ۱۹۰۳ میلادی تأسیس شده‌است.